# 8785 Boltwood
8785 Boltwood eller 1978 RR1 är en asteroid i huvudbältet som upptäcktes den 5 september 1978 av den rysk-sovjetiske astronomen Nikolaj Tjernych vid Krims astrofysiska observatorium på Krim. Den har fått sitt namn efter den kanadensiske amatörastronomen Paul Boltwood.
Asteroiden har en diameter på ungefär 3 kilometer.